# 논산 영사재
논산 영사재(論山 永思齋)는 대한민국 충청남도 논산시 상월면 대우리에 있는 건축물이다. 2003년 10월 30일 충청남도의 문화재자료 제383호로 지정되었다.

## 개요
영사재는 반남박씨 집성촌인 논산시 상월면 대우리에 위치하고 있으며 예빈시 참봉으로 임명되고 후에 호조참판으로 추증된 박동민과 사헌부 집의를 지낸 아들 휘, 손자 박세기를 배향하는 재실로서 신도비, 묘표석, 처인 정경부인 전주이씨의 정려각 등 연계유적이 근처에 소재하고 있다.
1632년 창건된 후, 조선 숙종 20년(1694)과 그 후 몇 번의 보수를 실시하였으나 원형을 보존하고 있으며 건물 전면에 영사재의 현판이 있고 내부에 중수기 등이 현액되어 있다.
영사재는 1632년에 신축하고 숙종 20년(1694)의 중수를 비롯하여 수차례의 중수를 거쳐 오늘에 이르고 있으며, 목재를 다듬은 수법과 결구 기법이 우수하고 전형적인 재실건축 양식이 잘 나타나며 보존관리 상태가 양호하여 건축학적·향토사적 보존가치가 크다.

## 참고 자료
- 논산 영사재 - 국가유산청 국가유산포털